# Плавання (вид спорту)

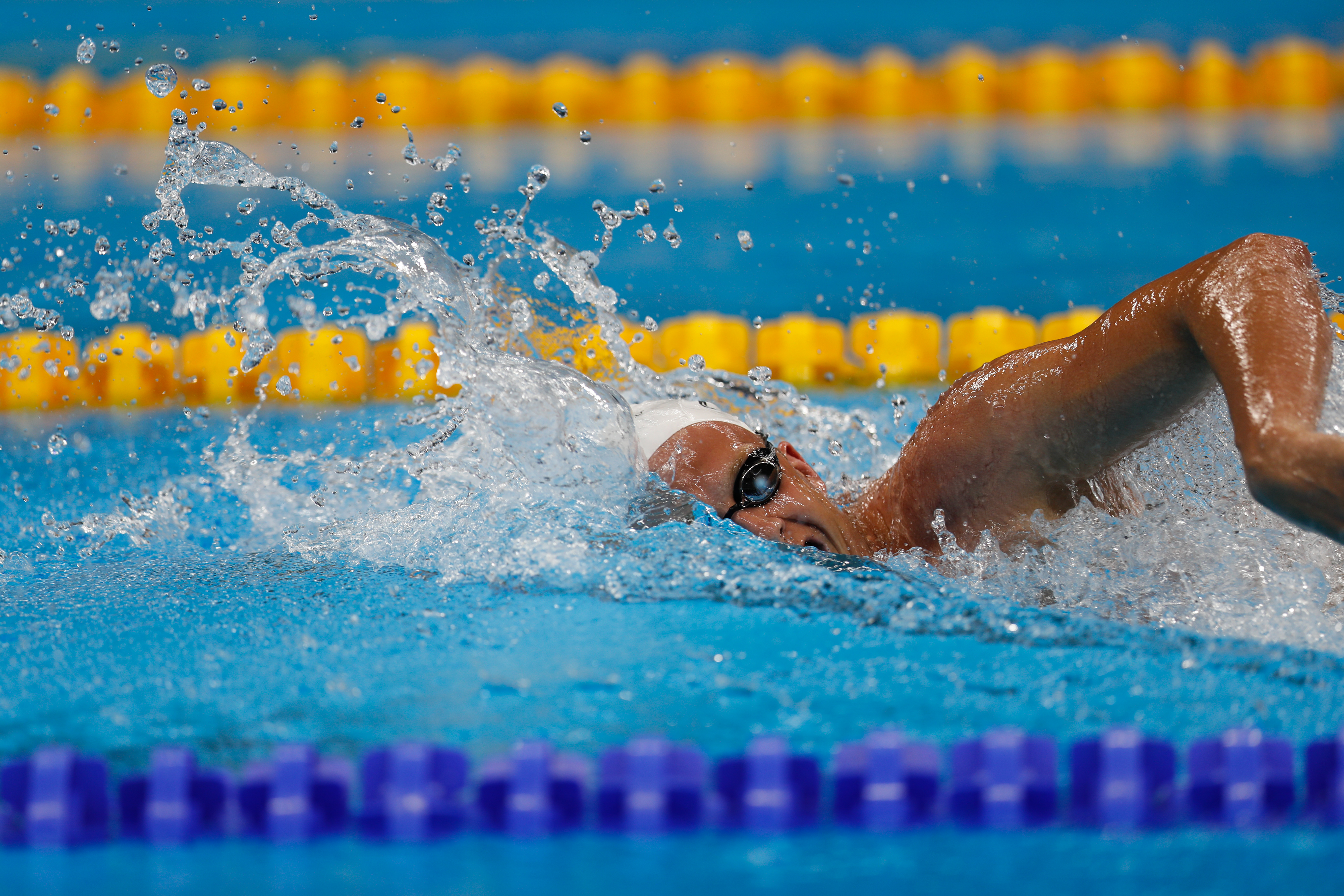
На Олімпійських іграх 2016 року

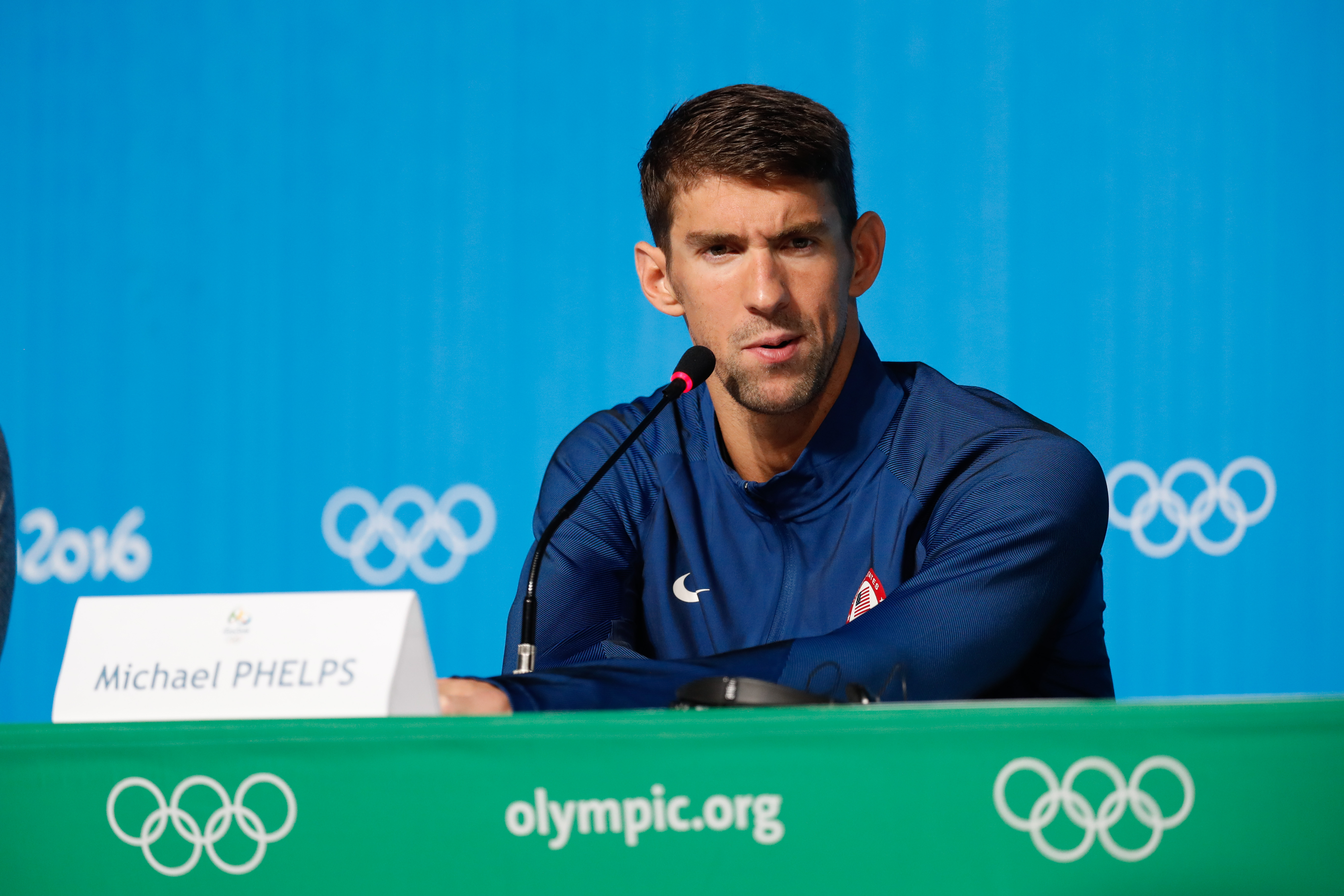
Майкл Фелпс — американський плавець, єдиний в історії спорту 28-разовий призер олімпійських ігор

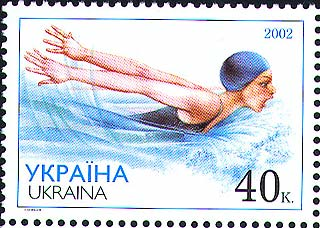
Марка Укрпошти «Плавання» (2002)

Спорти́вне пла́вання — вид спорту, мета якого якнайшвидше проплисти зазначену відстань, не порушуючи при цьому техніки способу плавання, який використовується. Спортивне плавання почало набувати популярності ще в XIX столітті. Плавання з 1896 року олімпійський вид спорту.

## Історія
Плавання як вид спорту має довгу та багату історію, яка сягає давніх цивілізацій. Докази змагань з плавання були знайдені в єгипетських і грецьких творах мистецтва, і цей вид спорту був включений у перші сучасні Олімпійські ігри в Афінах у 1896 році. Протягом століть плавання перетворилося з навичок виживання в рекреаційну діяльність, а зрештою – у дуже важливу. змагальний спорт.
На початку 19 століття в Британії були офіційно оформлені правила і положення змагань з плавання, а в середині 19 століття були проведені перші національні чемпіонати з плавання. Популярність цього виду спорту продовжувала зростати, і в 1908 році було засновано Міжнародну федерацію плавання (FINA), щоб наглядати за спортом у всьому світі.
З тих пір плавання стало основною частиною олімпійської програми, включаючи змагання, починаючи від плавання вільним стилем, брасом, на спині, батерфляєм і індивідуального комплексного плавання до відкритої води та синхронного плавання. У плаванні також відбулися численні технологічні досягнення, такі як розробка купальників, які покращують плавучість і зменшують опір, а також використання електронних хронометражів і сенсорних панелей.
Загалом, плавання має багату та захоплюючу історію, і воно продовжує розвиватися та захоплювати глядачів у всьому світі

## Способи спортивного плавання (стилі плавання)

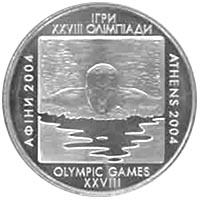
Пам'ятна монета НБУ — «плавання»

- Кроль — стиль плавання на животі (животом униз), під час якого руки здійснюють гребки поперемінно, а ноги здійснюють поперемінне безперервне підняття/опускання, залишаючись при цьому під розгорненим кутом до тулуба. Найшвидший стиль плавання. Через це, у принципі, і називається вільним стилем: якщо стиль плавання не визначений, усі вибирають кроль як найшвидший стиль плавання.
- Батерфляй — стиль плавання на животі, під час якого ліва і права частини тіла повинні здійснювати симетричні й одночасні рухи. Руки здійснюють одночасний могутній гребок певною траєкторією, який помітно підводить корпус плавця над водою, а ноги здійснюють одночасний хвилеподібний рух. Найважчий і енерговитратний стиль плавання. Нетренованому плавцеві зазвичай буває важко навіть просто здійснювати рухи, що не порушують правила стилю. Цей стиль уважають другим за швидкістю після кроля.

- Брас — стиль плавання на животі, в якому руки подаються одночасно вперед від грудей. Ноги здійснюють одночасний поштовх, під час якого вони згинаються в колінах, проводиться поштовх і в кінці випрямляються. Найповільніший спосіб плавання (оскільки поворотні рухи руками виконуються переважно під водою, а рухи ногами виконуються з перериванням), що при цьому одночасно є найскладнішим з технічної точки зору. Брас має велике прикладне значення: можливість проплисти найбільшу відстань з найменшими енерговитратами, безшумне плавання, плавання під водою.
- Кроль на спині (якщо говорять про «плавання на спині», то мають на увазі саме цей стиль) — стиль плавання на спині, який візуально схожий на кроль (руки здійснюють гребки поперемінно, а ноги здійснюють поперемінне безперервне підняття/опускання), але має такі відмінності: людина пливе на спині, а не на животі, і пронесення над водою виконує прямою рукою, а не зігнутою, як у кролі. Третій за швидкістю плавання стиль. Особливість цього способу це те, що людині не потрібно виконувати видих у воду, оскільки її обличчя перебуває на поверхні.
- Комплексне плавання — змагання, упродовж якого спортсмен повинен подолати 4 рівні між собою відрізки дистанції, застосовуючи чотири різні стилі: батерфляй, на спині, брас і кроль.

## 10 найуспішніших українських плавців, які брали участь в Олімпійських іграх
Яна Клочкова
Ольга Хромих
Олег Лісогор
Денис Силантьєв
Ігор Литовченко
Сергій Фесенко
Наталія Шляхтенко
Оксана Хруль
Андрій Гладкий

## Додаткові стилі плавання
- Грузинське плавання — це вид плавання, в якому рух кінцівок людини не використовують. Пересування здійснюють дельфіно-подібними рухами таза і щільно притиснутими одна до одної ногами.
- Зимове плавання — плавання у відкритих водоймах, що не підігріваються, з холодною (від 4 до 16 градусів) і крижаною (4 градуси й нижче) водою. Екстремальний вид плавання, не олімпійський вид спорту.
- Дайвінг — підводне плавання з використанням підводного спорядження.